# Formel 1-VM 1997
Formel 1-VM 1997 hade 17 deltävlingar som kördes under perioden 9 mars-26 oktober. Förarmästerskapet vanns av kanadensaren Jacques Villeneuve och konstruktörsmästerskapet av Williams-Renault. 

## Vinnare
- Förare:  Jacques Villeneuve, Kanada, Williams-Renault
- Konstruktör:  Williams-Renault, Storbritannien

## Grand Prix 1997
| Grand Prix                 | Datum        | Bana           | Vinnande förare       | Vinnande tillverkare |   |
| -------------------------- | ------------ | -------------- | --------------------- | -------------------- | - |
| Australiens Grand Prix     | 9 mars       | Albert Park    | David Coulthard       | McLaren-Mercedes     | * |
| Brasiliens Grand Prix      | 30 mars      | Interlagos     | Jacques Villeneuve    | Williams-Renault     | * |
| Argentinas Grand Prix      | 13 april     | Buenos Aires   | Jacques Villeneuve    | Williams-Renault     | * |
| San Marinos Grand Prix     | 27 april     | Imola          | Heinz-Harald Frentzen | Williams-Renault     | * |
| Monacos Grand Prix         | 11 maj       | Monte Carlo    | Michael Schumacher    | Ferrari              | * |
| Spaniens Grand Prix        | 25 maj       | Catalunya      | Jacques Villeneuve    | Williams-Renault     | * |
| Kanadas Grand Prix         | 15 juni      | Montréal       | Michael Schumacher    | Ferrari              | * |
| Frankrikes Grand Prix      | 29 juni      | Magny-Cours    | Michael Schumacher    | Ferrari              | * |
| Storbritanniens Grand Prix | 13 juli      | Silverstone    | Jacques Villeneuve    | Williams-Renault     | * |
| Tysklands Grand Prix       | 27 juli      | Hockenheimring | Gerhard Berger        | Benetton-Renault     | * |
| Ungerns Grand Prix         | 10 augusti   | Hungaroring    | Jacques Villeneuve    | Williams-Renault     | * |
| Belgiens Grand Prix        | 24 augusti   | Spa            | Michael Schumacher    | Ferrari              | * |
| Italiens Grand Prix        | 7 september  | Monza          | David Coulthard       | McLaren-Mercedes     | * |
| Österrikes Grand Prix      | 21 september | A1-Ring        | Jacques Villeneuve    | Williams-Renault     | * |
| Luxemburgs Grand Prix      | 28 september | Nürburgring    | Jacques Villeneuve    | Williams-Renault     | * |
| Japans Grand Prix          | 12 oktober   | Suzuka         | Michael Schumacher    | Ferrari              | * |
| Europas Grand Prix         | 26 oktober   | Jerez          | Mika Häkkinen         | McLaren-Mercedes     | * |

## Stall, nummer och förare 1997
| Stall/Tillverkare | Nummer | Förare                          |
| ----------------- | ------ | ------------------------------- |
| Arrows-Yamaha     | 1      | Damon Hill, Storbritannien      |
| Arrows-Yamaha     | 2      | Pedro Diniz, Brasilien          |
| Benetton-Renault  | 7      | Jean Alesi, Frankrike           |
| Benetton-Renault  | 8      | Gerhard Berger, Österrike       |
| Benetton-Renault  | 8      | Alexander Wurz, Österrike       |
| Ferrari           | 5      | Michael Schumacher, Tyskland    |
| Ferrari           | 6      | Eddie Irvine, Storbritannien    |
| Jordan-Peugeot    | 11     | Ralf Schumacher, Tyskland       |
| Jordan-Peugeot    | 12     | Giancarlo Fisichella, Italien   |
| Lola-Ford         | 24     | Vincenzo Sospiri, Italien       |
| Lola-Ford         | 25     | Ricardo Rosset, Brasilien       |
| McLaren-Mercedes  | 9      | Mika Häkkinen, Finland          |
| McLaren-Mercedes  | 10     | David Coulthard, Storbritannien |
| Minardi-Hart      | 20     | Ukyo Katayama, Japan            |
| Minardi-Hart      | 21     | Jarno Trulli, Italien           |
| Minardi-Hart      | 21     | Tarso Marques, Brasilien        |
| Prost-Mugen Honda | 14     | Olivier Panis, Frankrike        |
| Prost-Mugen Honda | 14     | Jarno Trulli, Italien           |
| Prost-Mugen Honda | 15     | Shinji Nakano, Japan            |
| Sauber-Petronas   | 16     | Johnny Herbert, Storbritannien  |
| Sauber-Petronas   | 17     | Nicola Larini, Italien          |
| Sauber-Petronas   | 17     | Gianni Morbidelli, Italien      |
| Sauber-Petronas   | 17     | Norberto Fontana, Argentina     |
| Stewart-Ford      | 22     | Rubens Barrichello, Brasilien   |
| Stewart-Ford      | 23     | Jan Magnussen, Danmark          |
| Tyrrell-Ford      | 18     | Jos Verstappen, Nederländerna   |
| Tyrrell-Ford      | 19     | Mika Salo, Finland              |
| Williams-Renault  | 3      | Jacques Villeneuve, Kanada      |
| Williams-Renault  | 4      | Heinz-Harald Frentzen, Tyskland |

## Slutställning förare 1997
| Placering | Förare                | Konstruktör       | Poäng |
| --------- | --------------------- | ----------------- | ----- |
| 1         | Jacques Villeneuve    | Williams-Renault  | 81    |
| 2         | Heinz-Harald Frentzen | Williams-Renault  | 42    |
| 3         | David Coulthard       | McLaren-Mercedes  | 36    |
| 4         | Jean Alesi            | Benetton-Renault  | 36    |
| 5         | Gerhard Berger        | Benetton-Renault  | 27    |
| 6         | Mika Hakkinen         | McLaren-Mercedes  | 27    |
| 7         | Eddie Irvine          | Ferrari           | 24    |
| 8         | Giancarlo Fisichella  | Jordan-Peugeot    | 20    |
| 9         | Olivier Panis         | Prost-Mugen Honda | 16    |
| 10        | Johnny Herbert        | Sauber-Petronas   | 15    |
| 11        | Ralf Schumacher       | Jordan-Peugeot    | 13    |
| 12        | Damon Hill            | Arrows-Yamaha     | 7     |
| 13        | Rubens Barrichello    | Stewart-Ford      | 6     |
| 14        | Alexander Wurz        | Benetton-Renault  | 4     |
| 15        | Jarno Trulli          | Prost-Mugen Honda | 3     |
| 16        | Pedro Diniz           | Arrows-Yamaha     | 2     |
| 17        | Mika Salo             | Tyrrell-Ford      | 2     |
| 18        | Shinji Nakano         | Prost-Mugen Honda | 2     |
| 19        | Nicola Larini         | Sauber-Petronas   | 1     |
| 20        | Jan Magnussen         | Stewart-Ford      | 0     |
| 21        | Jos Verstappen        | Tyrrell-Ford      | 0     |
| 22        | Gianni Morbidelli     | Sauber-Petronas   | 0     |
| 23        | Norberto Fontana      | Sauber-Petronas   | 0     |
| 24        | Ukyo Katayama         | Minardi-Hart      | 0     |
| 25        | Tarso Marques         | Minardi-Hart      | 0     |
| 26        | Michael Schumacher    | Ferrari           | 78    |

## Slutställning konstruktörer 1997
| Placering | Konstruktör       | Poäng |
| --------- | ----------------- | ----- |
| 1         | Williams-Renault  | 123   |
| 2         | Ferrari           | 102   |
| 3         | Benetton-Renault  | 67    |
| 4         | McLaren-Mercedes  | 63    |
| 5         | Jordan-Peugeot    | 33    |
| 6         | Prost-Mugen Honda | 21    |
| 7         | Sauber-Petronas   | 16    |
| 8         | Arrows-Yamaha     | 9     |
| 9         | Stewart-Ford      | 6     |
| 10        | Tyrrell-Ford      | 2     |
| 11        | Minardi-Hart      | 0     |